# Nicklas Søderberg Lundstrøm
Nicklas Søderberg Lundstrøm (født 15. marts 1986 i København) er en dansk skuespiller, uddannet ved Odense skuespillerskole i 2014. Kendt for sine roller i bl.a. Supervoksen (2006), Needle Boy (2016), S, P eller K (2009) og tv-serien Sommer (2008) samt filmen En frygtelig kvinde (2017).

## Filmografi

### Film
| År   | Titel               | Rolle    | Noter    |
| ---- | ------------------- | -------- | -------- |
| 2006 | Supervoksen         | Ymer     |          |
| 2008 | An Exit             |          | Kortfilm |
| 2009 | Velsignelsen        |          |          |
| 2009 | S, P eller K        | Daniel   | Kortfilm |
| 2014 | Toxic               | Jonas    |          |
| 2016 | Needle Boy          | Nick     |          |
| 2016 | Orange Feeling      | Max      |          |
| 2017 | En frygtelig kvinde | Jonathan |          |

### Tv-serier
| År        | Titel       | Rolle  | Noter               |
| --------- | ----------- | ------ | ------------------- |
| 2008      | Sommer      | Daniel | Afsnit 3,4,18 og 20 |
| 2014-2015 | Homosapiens | Steven |                     |

## Teater
- 2009 Tybalt i ”Romeo og Julius”. Instruktør: Signe Myndborg
- 2012 Bertel i “Jul i Gammelby” Instruktør: Mogens Pedersen. Folketeateret
- 2013 Buddy “Keno” Walch og ensemble i “Det bare mænd” Instruktør: Kim Bjarke. Odense teater
- 2013 “Candyman” – frit efter filmen “Hard Candy”. Medvirkende: Betina Nydal og Nicklas Søderberg Lundstrøm. Konsulent: Anders G. Koch. Teater Momentum
- 2013 Diverse roller i ”Love and Information”. Instruktør: Anders Lundorph. Odense Teater og Folketeatret (Præsentationsforestilling)
- 2014 Fyrst Orsino i ”Helligetrekongers Aften”. Instruktør: Jacob Schjødt. Teater Momentum og Det Kgl. Teater (Afgangsforestillimg)
- 2014-2015 Nicodemus i ”Skammerens Datter”. Instruktør: Jacob Schjødt. Odense Teater
- 2015 Kay i “Snedronningen” Instruktør: Geir Sveaass, Århus Teater
- 2016-2017 Fast ensemble på Teater Momentum Kunstnerisk leder og Instruktør: Henrik Grimbäck